# موريس بلاكبيرن (ملحن)
موريس بلاكبيرن هو ملحن كندي، ولد في 22 مايو 1914 في مدينة كيبك في كندا، وتوفي في 29 مارس 1988 في مونتريال في كندا.

## وصلات خارجية
- موريس بلاكبيرن على موقع IMDb (الإنجليزية)
- موريس بلاكبيرن على موقع ألو سيني (الفرنسية)
- موريس بلاكبيرن على موقع ميوزك برينز (الإنجليزية)
- موريس بلاكبيرن على موقع أول موفي (الإنجليزية)
- موريس بلاكبيرن على موقع قاعدة بيانات الأفلام السويدية (السويدية)
- موريس بلاكبيرن على موقع ديسكوغز (الإنجليزية)
- موريس بلاكبيرن على موقع قاعدة بيانات الفيلم (الإنجليزية)
- موريس بلاكبيرن على موقع كينوبويسك (الروسية)